# The Playroom (videojuego de 2013)
The Playroom es un videojuego casual que es una colección de minijuegos de realidad aumentada. Fue desarrollado por SCE Japan Studio, viene precargado en todas las consolas PlayStation 4 y está destinado a demostrar el uso de la cámara PlayStation y el controlador DualShock 4. El accesorio PlayStation Camera es necesario para jugar The Playroom. Si no hay una cámara presente, se mostrará un avance de The Playroom en lugar del juego completo. Firesprite, el nuevo estudio de ex empleados de SCE Studio Liverpool, trabajó en las imágenes de The Playroom. Contenido descargable es gratis.

## Minijuegos

### Juega con Asobi
Asobi es un robot parecido a una mascota que se puede invocar frotando el panel táctil del mando inalámbrico DUALSHOCK 4. Los jugadores pueden interactuar con Asobi de varias maneras, y Asobi tiene la capacidad de reconocer a diferentes personas a través del reconocimiento facial. Asobi es una evolución del título anterior Sony Computer Entertainment,  EyePet  .

### Minirobots RA
Minirobots RA (RA Bots) es un minijuego en el que, en el interior de todos los mandos inalámbricos DUALSHOCK 4, viven 30 Minirobots RA. Los jugadores pueden interactuar con los robots a través del DUALSHOCK 4, utilizando el sensor de movimiento. Los Minirobots RA también se pueden mostrar en el televisor en lugar de la pantalla del DUALSHOCK 4, haciendo un gesto hacia arriba en el panel táctil.

### Hockey de aire
Hockey de aire requiere dos DUALSHOCK 4 para generar un campo de juego virtual frente a los jugadores. El sensor de movimiento extiende el campo de juego, y la almohadilla táctil se usa para controlar las paletas para devolver la pelota. El primer jugador que obtenga siete puntos gana el juego.

## Contenido descargable
Hay cuatro complementos, todos los cuales son gratuitos. Dos de estos complementos: Toy Maker y AR Studio, enriquecen la experiencia al aprovechar las capacidades segunda pantalla integradas en la PlayStation App oficial.

### Fabricante de juguetes
Toy Maker es gratis contenido descargable (DLC) para  The Playroom  que aprovecha la aplicación PlayStation, permitiendo a los usuarios interactuar con los AR Bots a través de tabletas, teléfonos inteligentes o PlayStation Vita. Los jugadores pueden crear un dibujo bidimensional que se convertirá en un juguete tridimensional para que jueguen los AR Bots. El DLC Toy Maker se lanzó el 26 de noviembre de 2013 en América del Norte y estuvo disponible en el lanzamiento de PlayStation 4 en Europa el 29 de noviembre de 2013.

### Mi amigo extranjero
Double Fine Productions creó contenido descargable gratuito, titulado  My Alien Buddy , que utilizó las habilidades en minijuegos de realidad aumentada que Double Fine aprendió al hacer los juegos Xbox Live Arcade Kinect  Double Fine Happy Action Theater  y  Kinect Party  para Microsoft. El compañero alienígena es un juguete deformable con el que el jugador puede interactuar.  My Alien Buddy  se lanzó el 24 de diciembre de 2013.

### Ninja Bots
Un juego DLC en el que el jugador controla un AR Bot ninja, evadiendo trampas y disparando shuriken. El DLC de Ninja Bots se lanzó el 13 de marzo de 2014 y admite hasta cuatro jugadores.

### AR Studio
SCE Japan Studio creó contenido DLC gratuito, titulado  AR Studio , que, cuando se usa junto con la aplicación PlayStation, agrega muchas características para ayudar a los aspirantes a  streamers preparar el escenario para su propio programa de entrevistas único. Algunas características incluidas son: humo de color que sale del Dualshock 4 presionando el panel táctil, hasta 3 focos de colores diferentes, una variedad de filtros de pantalla y un puñado de máscaras virtuales que el transmisor puede colocar sobre su rostro.